# كوسوكي كيكوتشي
كوسوكي كيكوتشي (باليابانية: 菊地 光将) (16 ديسمبر 1985 في كوشيغايا في اليابان – )؛ هو لاعب كرة قدم ياباني سابق كان يلعب كمدافع.

## وصلات خارجية
- كوسوكي كيكوتشي على موقع رابطة كرة القدم اليابانية للمحترفين (اليابانية)
- كوسوكي كيكوتشي على موقع قاعدة بيانات كرة القدم.إي يو (الإنجليزية)
- كوسوكي كيكوتشي على موقع Soccerway.com (الإنجليزية)
- كوسوكي كيكوتشي على موقع عالم كرة القدم.نت (الإنجليزية)
- كوسوكي كيكوتشي على موقع كووورة